# Orcier
Orcier és un municipi francès situat al departament de l'Alta Savoia i a la regió d'Alvèrnia-Roine-Alps. L'any 2007 tenia 786 habitants.

## Demografia

### Població
El 2007 la població de fet d'Orcier era de 786 persones. Hi havia 287 famílies de les quals 59 eren unipersonals (20 homes vivint sols i 39 dones vivint soles), 87 parelles sense fills, 110 parelles amb fills i 31 famílies monoparentals amb fills.
La població ha evolucionat segons el següent gràfic:
Habitants censats

### Habitatges
El 2007 hi havia 380 habitatges, 307 eren l'habitatge principal de la família, 40 eren segones residències i 33 estaven desocupats. 317 eren cases i 60 eren apartaments. Dels 307 habitatges principals, 245 estaven ocupats pels seus propietaris, 49 estaven llogats i ocupats pels llogaters i 13 estaven cedits a títol gratuït; 4 tenien una cambra, 25 en tenien dues, 41 en tenien tres, 87 en tenien quatre i 151 en tenien cinc o més. 257 habitatges disposaven pel capbaix d'una plaça de pàrquing. A 96 habitatges hi havia un automòbil i a 194 n'hi havia dos o més.

### Piràmide de població
La piràmide de població per edats i sexe el 2009 era:
| Homes | Edats   | Dones |
| ----- | ------- | ----- |
| 0     | 95 o +  | 0     |
| 4     | 90 a 94 | 0     |
| 0     | 85 a 89 | 4     |
| 0     | 80 a 84 | 8     |
| 12    | 75 a 79 | 4     |
| 4     | 70 a 74 | 12    |
| 16    | 65 a 69 | 20    |
| 8     | 60 a 64 | 16    |
| 8     | 55 a 59 | 20    |
| 28    | 50 a 54 | 24    |
| 32    | 45 a 49 | 32    |
| 36    | 40 a 44 | 12    |
| 28    | 35 a 39 | 36    |
| 24    | 30 a 34 | 36    |
| 20    | 25 a 29 | 24    |
| 16    | 20 a 24 | 12    |
| 12    | 15 a 19 | 32    |
| 20    | 10 a 14 | 40    |
| 28    | 5 a 9   | 20    |
| 8     | 0 a 4   | 12    |

## Economia
El 2007 la població en edat de treballar era de 525 persones, 422 eren actives i 103 eren inactives. De les 422 persones actives 397 estaven ocupades (214 homes i 183 dones) i 26 estaven aturades (14 homes i 12 dones). De les 103 persones inactives 37 estaven jubilades, 35 estaven estudiant i 31 estaven classificades com a «altres inactius».

### Ingressos
El 2009 a Orcier hi havia 310 unitats fiscals que integraven 832 persones, la mediana anual d'ingressos fiscals per persona era de 21.818 €.

### Activitats econòmiques
Dels 51 establiments que hi havia el 2007, 1 era d'una empresa alimentària, 2 d'empreses de fabricació de material elèctric, 7 d'empreses de fabricació d'altres productes industrials, 19 d'empreses de construcció, 6 d'empreses de comerç i reparació d'automòbils, 2 d'empreses d'hostatgeria i restauració, 2 d'empreses immobiliàries, 6 d'empreses de serveis, 3 d'entitats de l'administració pública i 3 d'empreses classificades com a «altres activitats de serveis».
Dels 20 establiments de servei als particulars que hi havia el 2009, 1 era una funerària, 1 taller de reparació d'automòbils i de material agrícola, 1 guixaire pintor, 7 fusteries, 6 lampisteries, 1 electricista, 1 empresa de construcció, 1 perruqueria i 1 restaurant.
L'any 2000 a Orcier hi havia 18 explotacions agrícoles que ocupaven un total de 282 hectàrees.

## Equipaments sanitaris i escolars
El 2009 hi havia una escola elemental.

## Poblacions més properes
El següent diagrama mostra les poblacions més properes.